# Парк культури та відпочинку імені Максима Горького (Жмеринка)
Парк культури та відпочинку імені Максима Горького розташований в місті Жмеринка на вулиці Кривоноса. В парку знаходиться багато пам'ятників, наприклад, пам'ятник Воїнам-жмеринцям, загиблим на фронтах Другої світової війни, пам'ятник  воїнам-визволителям (танк Т-34) або пам'ятник Максимові Горькому, Олександрові Пушкіну.

## Історія
Наприкінці 1900-тих років на вулиці Кишинівській (нині Івана Франка) вималювалась одна незручність: над розміщеною вздовж самісінького залізничного насипу вулицею стояв постійний гуркіт поїздів, які вдень і вночі прямували на Одесу, Кишинів і в зворотному напрямку.
Машиністи брати Бєлінські знайшли спосіб як зменшити вплив цілодобового руху на жителів. Власними зусиллями вони придбали та розчистили ділянку лісу, який входив у межі вулиці Кишинівської і зробили парк. В історію міста він увійшов під назвою «Роща Бєлінських», а вдячні жмеринчани й понині відпочивають в тіні його столітніх дерев. І хоч за своє столітнє існування «Роща Бєлінських» зазнавала певних змін (з’явились клумби, алеї, скульптурні зображення О. Пушкіна, Й. Сталіна, стадіон, пам’ятник прикордонникам – в кінці 30-х років ХХ ст. у місті розміщувався штаб прикордонних військ, та й сам парк нині носить ім’я М. Горького), містяни добре пам’ятають, кому саме вони мають завдячувати за створення цієї своєрідної оази. Свого часу в клубі парку виступали такі відомі митці як І. Дунаєвський, Л.Утьосов та інші.

## Галерея

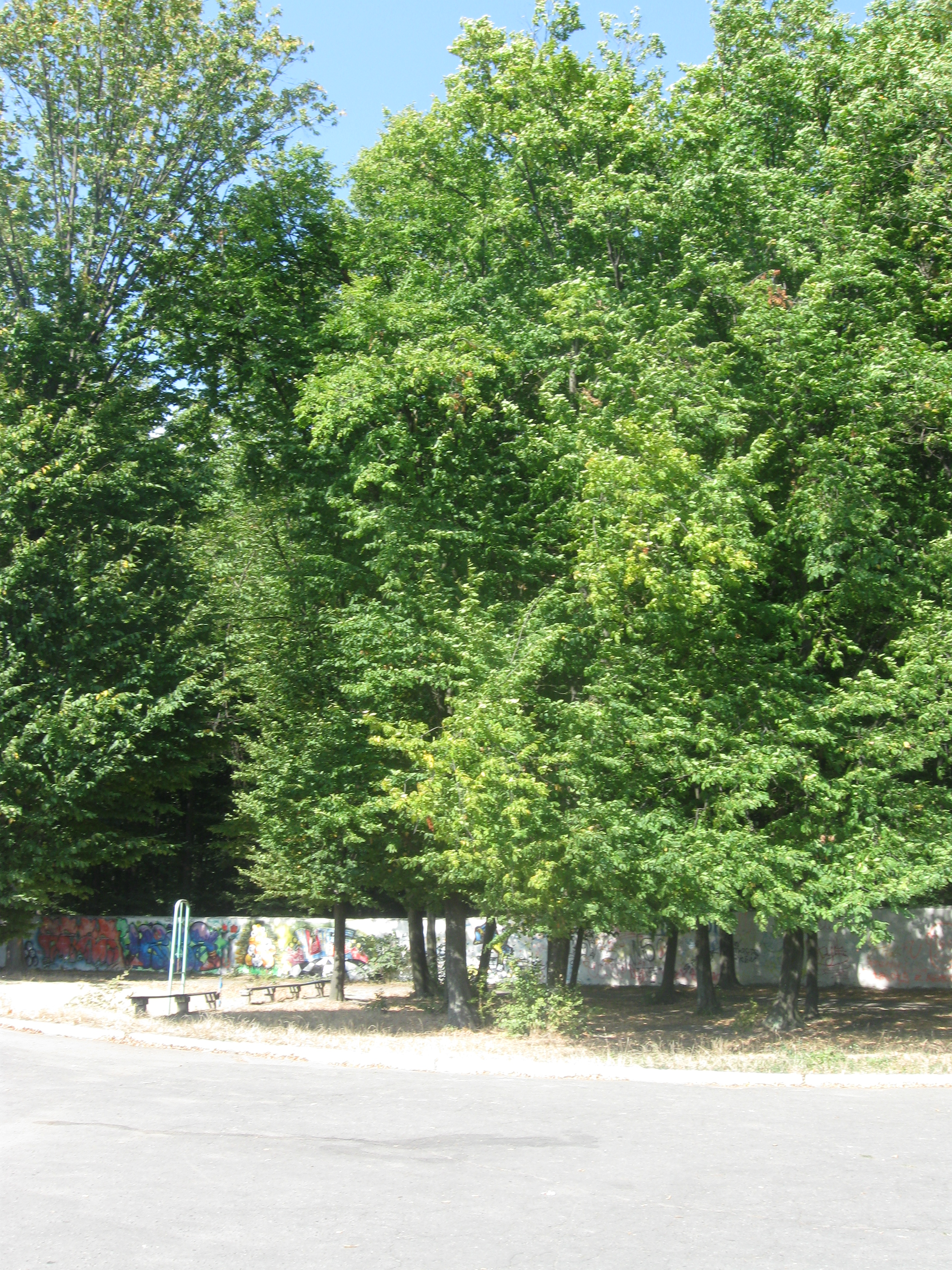
Біля огорожі
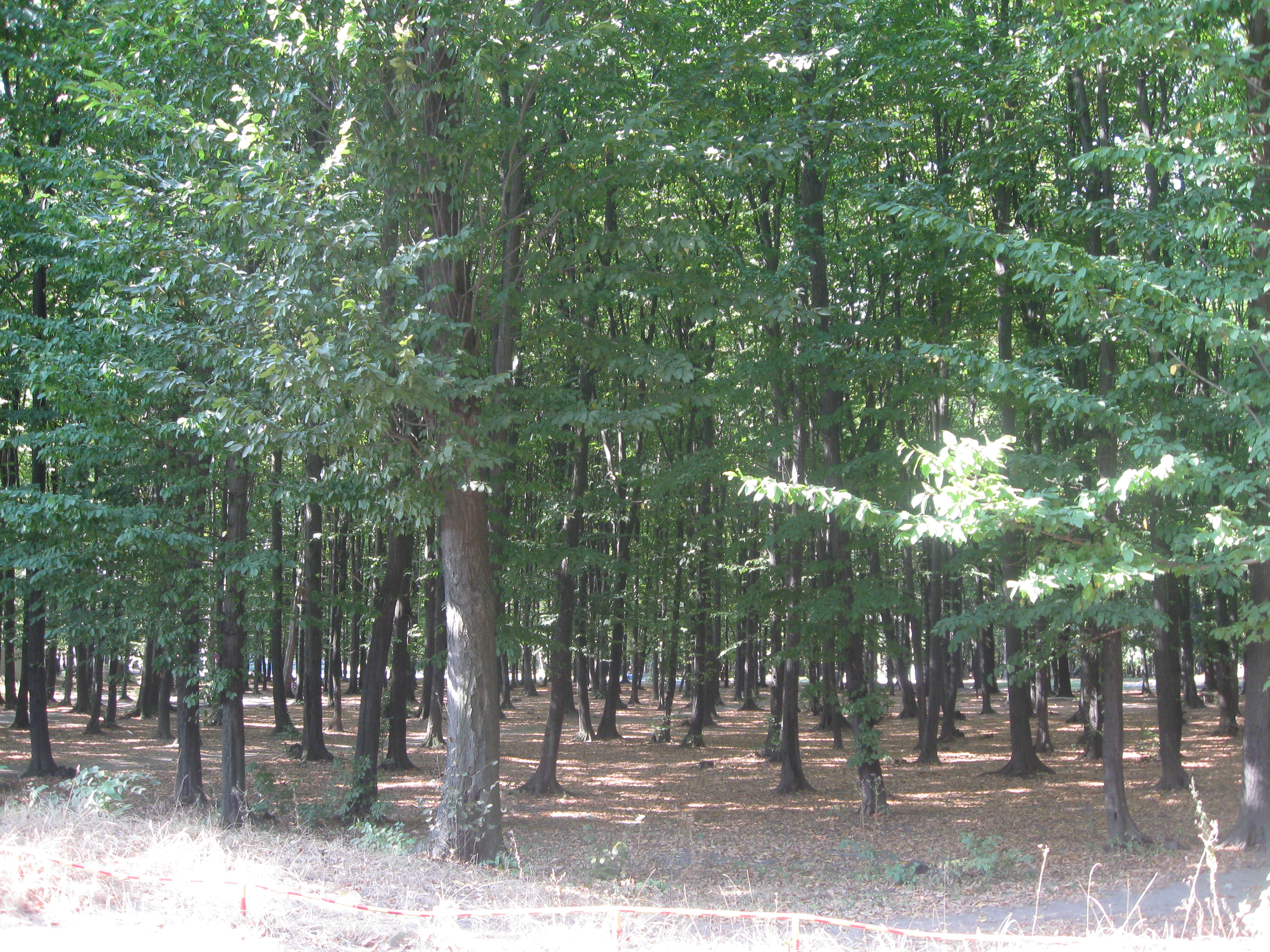
В парку
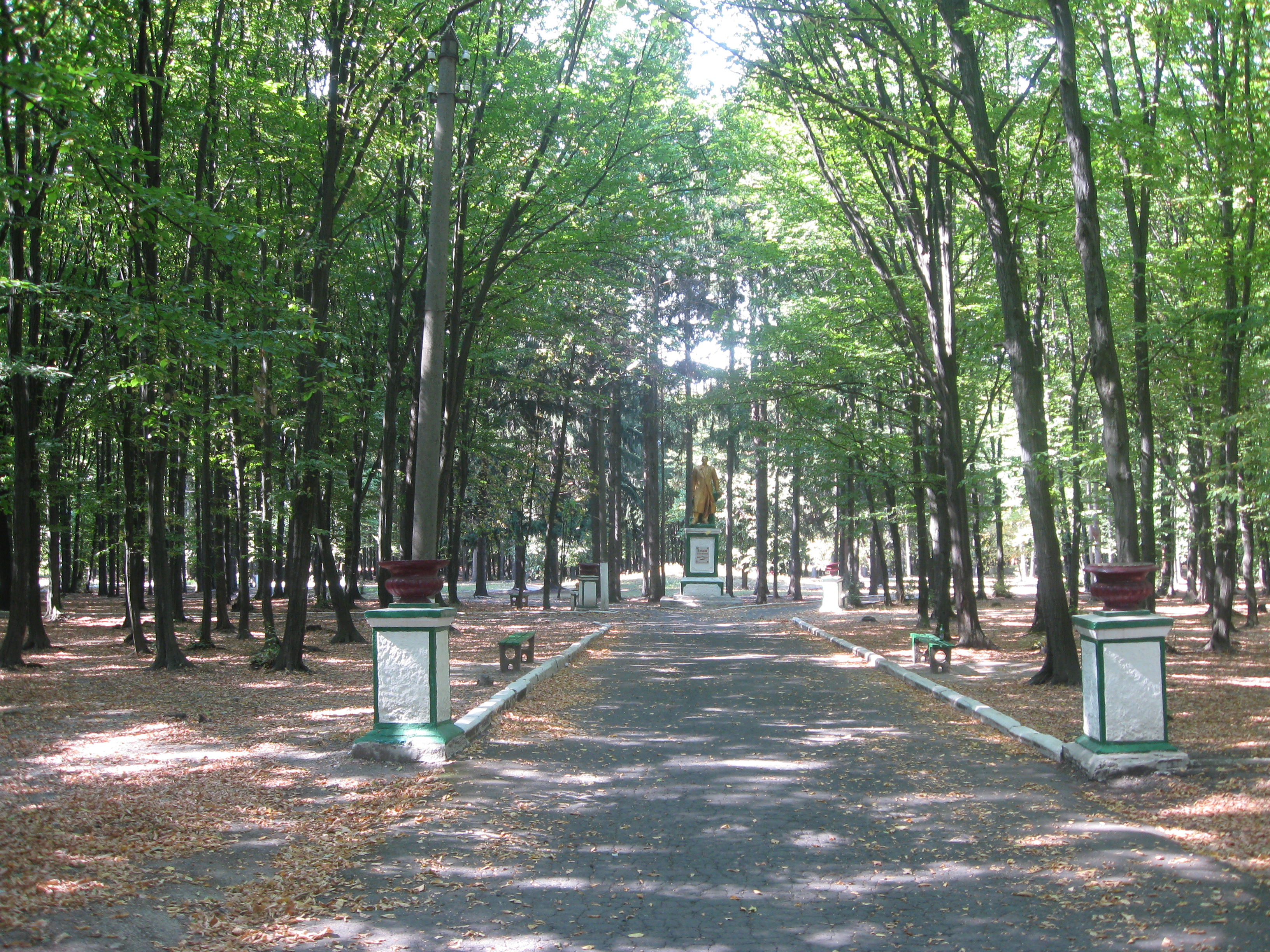
пам'ятник Максимові Горькому
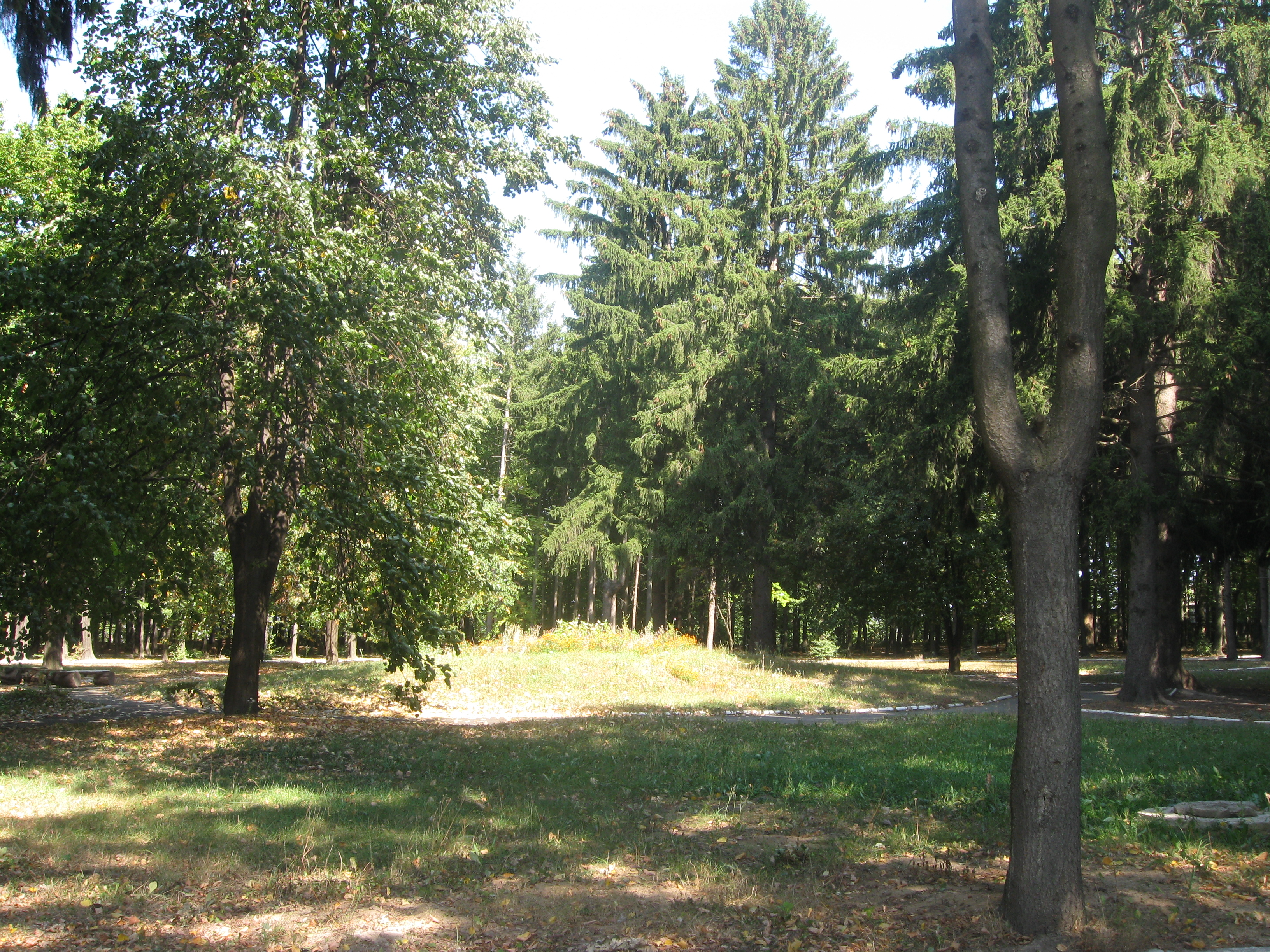
В гущавині
Пам'ятник воїнам-визволителям
Танк Т-34